# یون سوک-مین
یون سوک-مین (انگلیسی: Yoon Suk-min؛ زادهٔ ۲۴ ژوئیهٔ ۱۹۸۶) بازیکن بیس‌بال اهل کره جنوبی است.